# Gary Shenk
Gary Shenk (* 1971 in den USA) ist ein US-amerikanischer Vorstandsvorsitzender.
Shenk studierte Wirtschaftswissenschaften an der Harvard University und der Wharton School an der University of Pennsylvania. Mehrere Jahre lebte er in Moskau. Hier lernte er auch seine Ehefrau Ioulia kennen.
Er arbeitete als Unternehmensberater für die Boston Consulting Group, danach in Hollywood als Geschäftsführer von „FlixMix“, einer Medien-Lizenzierungstochter der Universal Studios. Im Jahr 2003 wechselte er zum Unternehmen Corbis, wo er am 1. Juli 2007 vom „Senior Vice President Images“ zum Vorstandsvorsitzenden als Nachfolger von Steve Davis ernannt worden ist.